# Bildnis eines Musikers

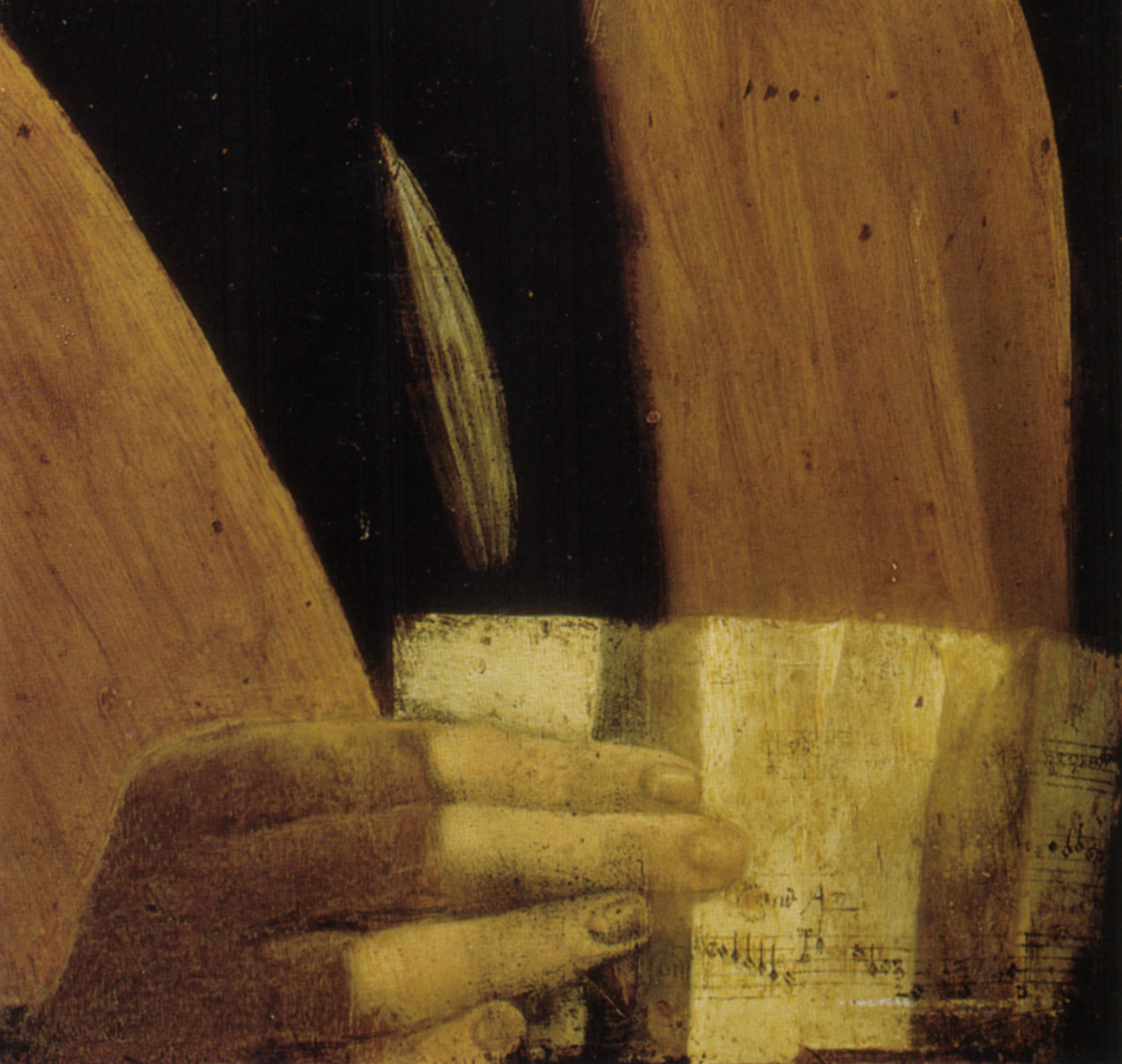
Detail des Notenblatts

Das Bildnis eines Musikers, auch Bildnis eines jungen Mannes, ist ein Gemälde, das dem italienischen Renaissancekünstler Leonardo da Vinci (1452–1519) oder seiner Schule zugeschrieben wird. Das um 1485–1490 datierte Werk befindet sich in der Sammlung der Pinacoteca Ambrosiana in Mailand.
Es ist Leonardos einziges erhaltenes Porträtgemälde eines Mannes, auch wenn sich in seinen Notiz- und Skizzenbüchern zahlreiche bekannte Porträtzeichnungen dieser Art finden, wie das sogenannte Selbstbildnis des Leonardo da Vinci.

## Das Werk
Das Porträt ist in Öl und Tempera auf Holz ausgeführt. Es zeigt den Kopf eines jungen Mannes im Viertelprofil; das Gesicht ist leicht aus der Frontalansicht gedreht. In der rechten Hand hält er ein Schriftstück mit einer Partitur.
Das Gemälde wird gelegentlich als unvollendet bezeichnet. Im Vergleich zum detailliert ausgearbeiteten Gesicht der dargestellten Person, erscheinen das rote Barett, die Kleidung und die Haare nur flüchtig ausgeführt. Man vermutet in der nachlässigen Ausführung der Randbereiche möglicherweise eine künstlerische Absicht Leonardos oder auch die Mitwirkung eines anderen Malers.
Einige Kunsthistoriker nehmen eine Beteiligung des Leonardo-Schülers Ambrogio de Predis (um 1455 – nach 1508) an, gehen allerdings davon aus, dass das sorgfältig ausgeführte Gesicht von Leonardo stammt. Es ist möglich, dass Hand und Schriftstück später dem ursprünglichen Werk hinzugefügt wurden.

## Geschichte
Das Bildnis gelangte vermutlich durch den Grafen Galeazzo Arconati in den Bestand Ambrosianischen Bibliothek. Im Jahr 1637 schenkte Arconati der Ambrosiana seine umfangreiche Sammlung von Werken des Leonardo da Vinci, darunter auch Manuskripte und Notizbücher, wie die sogenannten Pariser Manuskripte und den Codex Atlanticus.
In den Unterlagen der Ambrosiana erscheint das Gemälde erstmals im Jahr 1671. In einem Katalog der Pinacoteca aus dem Jahr 1686 wird das Werk als Porträt eines Herzogs von Mailand geführt. Als man das Gemälde im Jahr 1905 reinigte, wurde die Partitur in der rechten Hand des abgebildeten Mannes sichtbar. Daher die heutige Bezeichnung.

## Die dargestellte Person
Die Identität der dargestellten Person ist ungeklärt. Noch im 19. Jahrhundert interpretierte man das Bild als ein Porträt des Ludovico Sforza (1452–1508), dem Herzog von Mailand und Förderer Leonardo da Vincis in dessen erster Mailänder Epoche von 1482 bis 1499.
Heute vermutet man, dass das Bildnis den Komponisten Franchino Gaffurio (1451–1522) darstellt, der ab 1484 als Kapellmeister am Mailänder Dom wirkte. Er ist Verfasser zahlreicher musiktheoretischer Werke, unter anderem der im Jahr 1492 erschienenen Theorica musice, in der er die Legende von Pythagoras in der Schmiede schildert, die angebliche Entdeckung der mathematischen Grundlage musikalischer Harmonie.